# Косачевка (Шумячский район)
Косачевка — деревня в Шумячском районе Смоленской области России. Входит в состав Руссковского сельского поселения. По состоянию на 2007 год постоянного населения не имеет. 
Расположена в юго-западной части области в 17 км к северо-западу от Шумячей, в 23 км севернее автодороги А101 Москва — Варшава («Старая Польская» или «Варшавка»), на берегу реки Немка. В 22 км юго-восточнее деревни расположена железнодорожная станция Осва на линии Рославль — Кричев. 

## История
В годы Великой Отечественной войны деревня была оккупирована гитлеровскими войсками в августе 1941 года, освобождена в сентябре 1943 года.